# Schlachtenbummler (Geflügeltes Wort)
Schlachtenbummler ist ein geflügeltes Wort und bezeichnet Zivilisten, die aus Neugierde die Kriegsfront besuchen. Der Ausdruck bürgerte sich Ende des 18. Jahrhunderts ein und war nach den deutschen Einigungskriegen, insbesondere dem Deutsch-Französischen Krieg von 1870/71, ein gängiger Begriff, der auch ins Deutsche Wörterbuch der Brüder Grimm aufgenommen wurde.

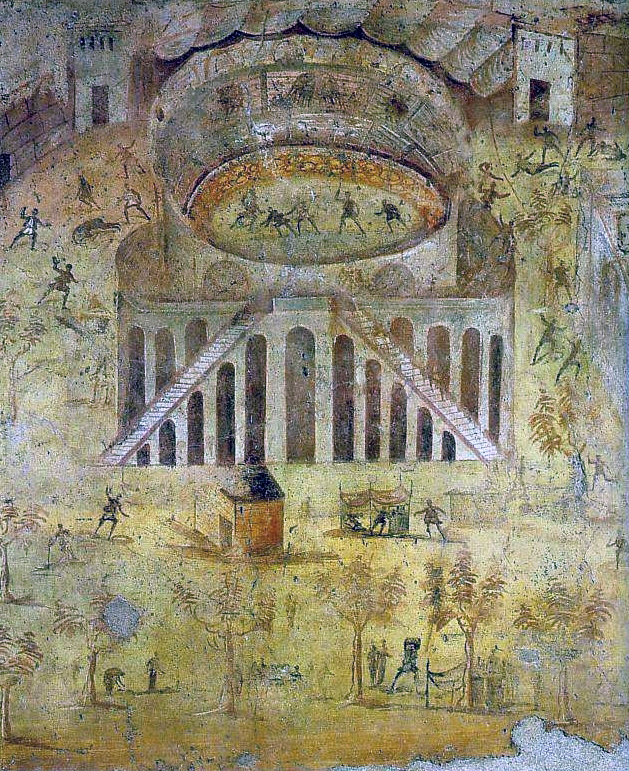
Wandgemälde: Krawalle während der Gladiatorenspiele zwischen Pompejanischen und Nucerianer „Schlachtenbummlern“ auf einem pompejanischen Wandgemälde

So heißt es in einer Besprechung von Berthold Auerbachs Wieder uns! Gedenkblätter zur Geschichte dieser Tage (1871) in einer Sammelbesprechung über „Kriegs- und Friedensliteratur“:

„An jeder Zeile merken wir, daß der König der ‚Schlachtenbummler‘ zu uns spricht, Schlachtenbummler in demselben Sinne erhaben über den gesamten Unglimpf des Wortes, wie der treue Krankenpfleger und Johanniter.“

Dem Historiker Ralf Pröve zufolge waren „die interessierte Zuwendung und die Betätigung als ‚Schlachtenbummler‘ […] im 18. Jahrhundert weit verbreitet“.
Auch Johann Wolfgang von Goethe war ein Schlachtenbummler, als er 1792 die alliierten Truppen auf ihrem Marsch nach Valmy begleitete – seine Erlebnisse beschrieb er später in der autobiografischen Schrift Kampagne in Frankreich – und als er 1793 die Belagerung der Stadt Mainz verfolgte.

## Heutige Bedeutung
Später bezeichnete man mit dem Wort Zuschauer bei Manövern und Aufmärschen, heute meist Anhänger von Sport-, vor allem Fußballvereinen, die ihre Mannschaft zu Auswärtsspielen begleiten (Sportfan).